# Lukov (Moravia meridionale)
Lukov (in tedesco Luggau) è un comune mercato della Repubblica Ceca facente parte del distretto di Znojmo, in Moravia Meridionale.